# 環球科技大学
環球科技大学（かんきゅうかぎだいがく、TransWorld University）は、台湾雲林県斗六市に位置する私立科技大学である。2023年閉校した。

## 歴史
| 年     | 月日   | 事項                           |
| ------ | ------ | ------------------------------ |
| 1992年 | -      | 「環球商業専科学校」として開校 |
| 2000年 | 8月1日 | 「環球技術学院」と改称         |
| 2010年 | 8月1日 | 「環球科技大学」と改称         |

## 組織
| - 管理学群 - 情報管理学科 - 企業管理学科 - ビジネステクノロジー管理学科 - 販売管理学科 - 中小企業管理研究所 - 商業学群 - 国際貿易学科 - 財政税務学科 - 金融保険学科 - 財務金融学科 - 会計学科 - デザイン学群 - 視覚コミュニケーションデザイン学科 - 事務デザイン学科 | - 生活応用学群 - 環境資源管理研究所 - 環境資源管理学科 - 応用外国語学科 - レジャー事業管理学科 - バイオテクノロジー学科 - 幼児保育学科 - 美容スタイルデザイン学科 - 商品デザイン学科 - 観光ホテルレストラン学科 |